# Ruth Gordon

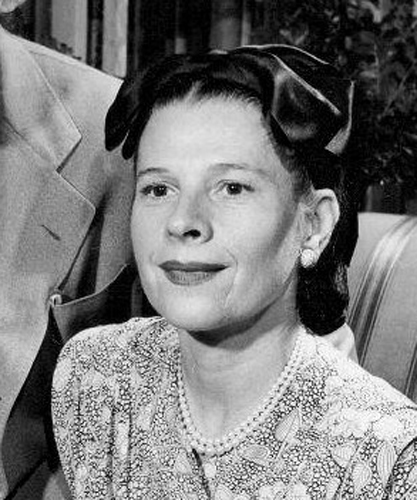
Ruth Gordon 1946.

Ruth Gordon (Quincy, Massachusetts, 30 de outubro de 1896 — Edgartown, 28 de agosto de 1985) foi uma atriz estadunidense.

## Biografia
Ela começou sua carreira no teatro na década de 1920 e além de atriz, se destacou como roteirista, tendo sido indicada ao Oscar de melhor roteiro em 1952 por "A Mulher Absoluta" e em 1959 por "A Costela de Adão".
Sua carreira como atriz ganhou destaque na década de 1960, quando fez "O Bebê de Rosemary", de Roman Polanski como a feiticeira Minnie, que cuida de Rosemary quando ela está grávida do filho do Diabo. Com esse trabalho ela ganhou o Oscar de melhor atriz (coadjuvante/secundária) e também o Globo de Ouro.
Foi indicada mais quatro vezes para o Oscar de melhor atriz (coadjuvante/secundária) e duas vezes para o Globo de Ouro. A atriz ainda foi responsável pela criação da personagem Maude no cinema, uma octogenária que se envolve com um jovem obcecado pela morte em "Ensina-me a Viver".

## Filmografia
- 1940 - Abe Lincoln in Illinois
- 1940 - Dr. Ehrlich's Magic Bullet
- 1941 - Two-Faced Woman
- 1943 - Action in the North Atlantic
- 1943 - Edge of Darkness
- 1965 - Inside Daisy Clover
- 1966 - Lord Love a Duck
- 1968 - O Bebê de Rosemary
- 1969 - A Mansão dos Desaparecidos
- 1970 - Where's Poppa?
- 1971 - Ensina-me a Viver
- 1973 - Isn't It Shocking?
- 1976 - The Big Bus
- 1978 - Every Which Way But Loose
- 1979 - Boardwalk
- 1979 - Scavenger Hunt
- 1980 - Any Which Way You Can
- 1980 - My Bodyguard
- 1982 - Jimmy the Kid
- 1985 - Delta Pi
- 1985 - Maxie
- 1987 - Voyage of the Rock Aliens Filmado em 1984 e lançado após a morte de Gordon